# Aneta Hladíková
Aneta Hladíková, née le 30 août 1984 à Městec Králové est une coureuse cycliste tchèque, spécialiste du Bicycle motocross (BMX).

## Palmarès en BMX

### Jeux olympiques
- Londres 2012
  - Éliminée en demi-finales du BMX

### Coupe du monde
- 2008 : 13e
- 2009 : 26e
- 2010 : 12e
- 2011 : 13e
- 2012 : 13e
- 2013 : 21e
- 2014 : 11e
- 2015 : 19e
- 2016 : 42e

### Championnats d'Europe
- 2012
  -  Médaillée de bronze en BMX

### Jeux européens
- Bakou 2015
  -  Médaillée de bronze en BMX

### Coupe d'Europe
- 2015 : 4e du classement général